# Codex Zouche-Nuttall

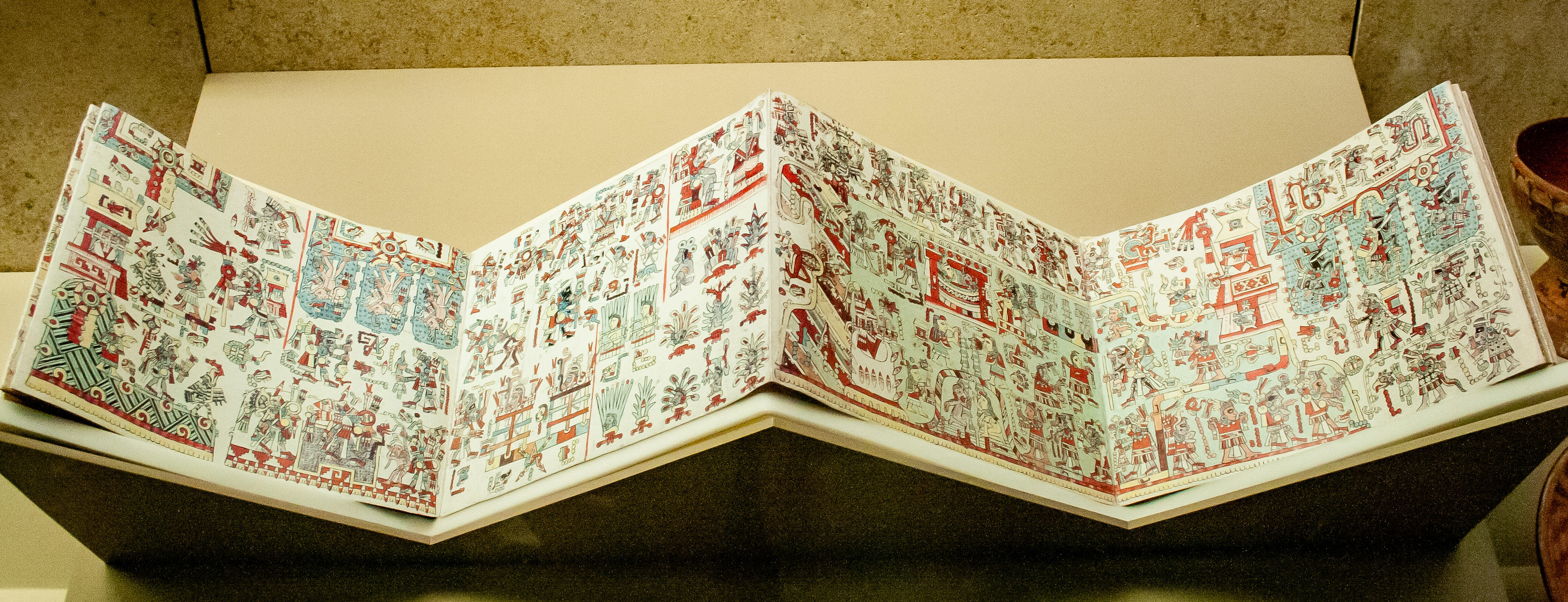
Codex Zouche-Nuttall.

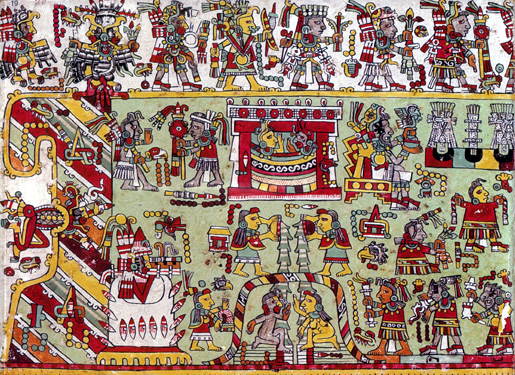
Page 20 du codex Zouche-Nuttall.

Le codex Zouche-Nuttall est un codex indigène du Mexique central. Il s'agit d'un des rares codex préhispaniques, appartenant au groupe de codex dit « mixtèque ». Son histoire nous est inconnue jusqu'au XIXe siècle. Il fut découvert au couvent San Marco à Florence en 1854 et entra dans les collections de sir Robert Curzon, baron Zouche, qui est à l'origine de la première partie du nom du codex. Le baron le prêta au British Museum, et après sa mort, sa sœur en fit don au musée en 1917. Il y est toujours conservé. En 1902, il fut publié pour la première fois par Zelia Nuttall, à qui le codex doit la deuxième partie de son nom.
Le codex Zouche-Nuttall est un manuscrit en peau animale, composé de 47 feuilles, plié en accordéon. Les images se « lisent » en boustrophédon, des lignes rouges servant de repères au « lecteur ». Le codex est peint au recto et au verso. Les images du recto racontent sur plusieurs siècles une histoire générale mixtèque depuis le premier couple mythique issu de deux arbres à un endroit appelé Apoala. Le verso est consacré à la généalogie, aux alliances et aux conquêtes d'un célèbre seigneur mixtèque appelé « Huit-Cerf Griffe d'Ocelot » de Tilantongo, une petite cité mixtèque de l'Oaxaca, au XIe siècle. 